# Уйгурські повстання XX століття
Серія повстань корінного народу Східного Туркестану - уйгурів проти китайської влади в XX столітті, в ході яких були створені два державних утворення.

## Повстання під проводом Тимура Халпи
Вже на початку XX століття хвиля повстань прокотилася по Уйгурії. Уйгури повставали в Кагарлику, Яркенді, Хотані. Серйозні виступи відбулися в Кумулі в 1912-1913 роках. Повстання очолив Тимур Халпа. У повстанні також взяв активну участь Ходжа Нияз. Однак незабаром воно було придушене, а Тимур Халпа і лідер повстанців жителів міста Турфан, які мали намір примкнути до кумульцам, Мухітдінов, були вбиті. 

## Повстання 30-х років

### Війна 1931-34 рр., Кумульске повстання, Хотанский емірат і ТІРСТ
Повстання уйгурів почалося в 1931 році, в районі м. Кумул (Хамі). Керівниками повстання були Ходжа Нияз хадж і Юлбарс-хан; їх підтримав генерал-дунганін Ма Чжунін. У квітні 1933 року в результаті військового перевороту до влади в Сіньцзяні прийшов полковник Шен Шіца, який справив себе в генерали (пізніше він стане генерал-полковником) і проголосив губернатором. Намагаючись вгамувати пристрасті національно-визвольного руху народів регіону, він оприлюднив програму, суть якої полягала в обіцянці ряду політичних і економічних свобод.
У 1932 році в Хотані, уйгурське населення під керівництвом братів Богра і Сабіт Дамулли піднімає повстання, скинувши китайську владу, повстанці створюють хотанский емірат. Влітку 1933 року в Кашгарі Сабіт Дамулла і Мухаммад Імін Бугра оголосили про створення незалежної Східно-Туркестанської Ісламської республіки. Спочатку передбачалося назвати державу «Ісламська Республіка Уйгурстан», однак беручи до уваги інтереси інших тюркських етнічних груп, що проживають в Східному Туркестані, вирішили змінити назву держави. 12 листопада 1933 року було скликано Національну асамблею, прийнята Конституція, з'явилися державний символ - прапор (білі півмісяць із зіркою на світло-синьому тлі) і національна валюта.
На допомогу Шен Шіца з Радянського Союзу, який не бажав як посилення Японії, так і створення у себе під боком мусульманської держави, була перекинута так звана Алтайська добровольча армія. При спробі захоплення Урумчі бомбардування радянської авіації призвело до того, що війська Ма Чжуніна були розсіяні. Його заколот був остаточно придушений в 1935 році.
Східно-Туркестанска республіка була скасована. Прем'єр-міністр Сабіт Дамулла і деякі міністри були арештовані, перепроваджені в Урумчі, де і були вбиті. Деякі лідери, такі як Мухаммад Імін Бугра і Махмут Мухіт емігрували до Індії. Пізніше Кашгар був захоплений загонами Ходжі Ніяза, і фактично ТІРСТ продовжила існувати під керівництвом генерала Махмут Мухіта і його 6 уйгурскої дивізії. Ходжа Ніяз був призначений заступником губернатора. Пізніше його теж репресували.

### Війна 1937 р, повстання 6 уйгурской дивізії

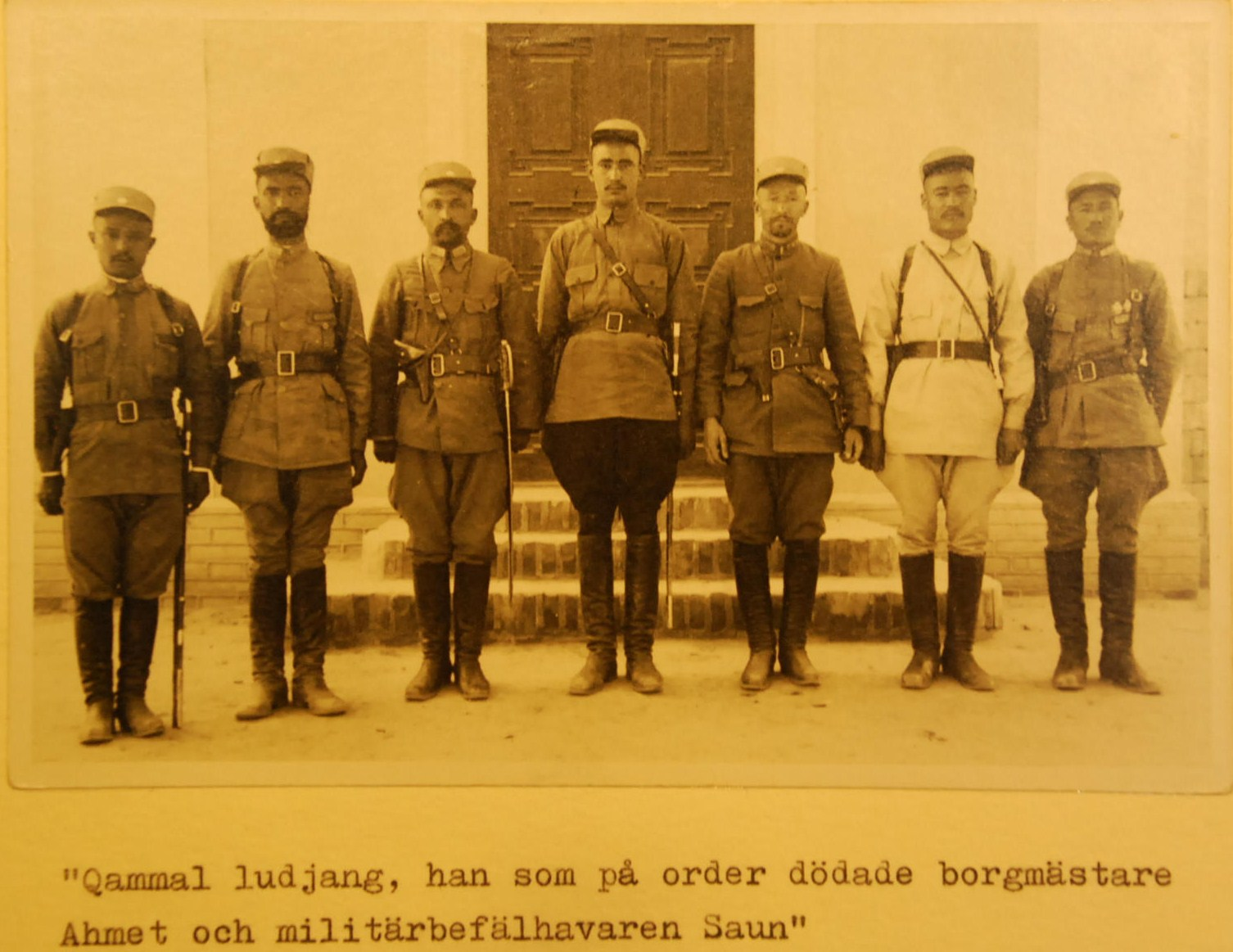
Офицери 6-ї уйгурськой дивізії

У 1937 році почалося повстання 6-ї уйгурської дивізії під керівництвом Абдул Ніяз Камала і Кічік Ахуна (Махмут Мухіт змушений був іммігрувати). Повсталі рушили в бік Урумчі. Вирішальна битва відбулася в районі міст Корла, Карашар. Об'єднані китайсько-радянські війська розбили повсталих. Потім послідували широкомасштабні репресії по всій Уйгурії. Однак місцеве населення не припиняло боротьбу. Спільними зусиллями радянських військових частин (Нарінська і Ошська військові групи) і підрозділів Шен Шіцая заколот уйгурів і дунган був пригнічений. Комбриг Микола Норейко доповідав: «До 5 грудня із 36-ї дунганскої дивізії вбито і взято в полон 5 612 осіб, ліквідовано з числа взятих в полон 1 887. Захоплено 20 гармат, 1 міномет, понад 7 тисяч гвинтівок. З 6-ї уйгурской дивізії вбито і взято в полон близько 8 тис. З числа полонених ліквідовано 607 осіб ». Пізніше чисельність «ліквідованих» зросла.
Сіньцзян підкорявся китайському уряду Чан Кайши тільки номінально, мав власну валюту, і що примітно, її стабільність забезпечувалася Держбанком СРСР. Що стосується білогвардійців, то здебільшого вони загинули в боях, частиною - були завербовані радянською розвідкою або перейшли на службу Шен Шіца. Пізніше російська дивізія, сформована з них, всупереч рекомендаціям СРСР була розформована, Папенгут був звинувачений у змові і розстріляний. Разом з ним було страчено понад 40 білих офіцерів. Шен Шіца завітавши з візитом у Москву, попросив дозволу вступити в ВКП (б). І в 1938 році заступником начальника Розвідуправління РККА йому був вручений партійний квиток за № 1859118.
Відданість Шен Шіцая високо оцінювалася Москвою. Його прохання про постачання зброї, боєприпасів, продовольства задовольнялися повністю, в Хамі був побудований авіабудівний завод, де збиралися винищувачі І-16 (пізніше його демонтують і вивезуть назад). Справжньою причиною радянської підтримки Шен Шіцая були стратегічні інтереси. До цього часу в Сіньцзяні були виявлені великі запаси урану, вольфраму, сурми, олова, нікелю, танталу.
З початком Другої світової війни, орієнтація губернатора, китайського генерала Шен Шіцая змінилася. Перекинувшись на бік китайських націоналістів - прихильників партії Гоміньдан, він тим самим викликав невдоволення СРСР. У зв'язку з цим Радянський Союз почав підтримувати національно-визвольний рух народів Східного Туркестану.

## Повстання 40-х років
Літо 1943 року відзначається сплеском антирадянських настроїв в Сіньцзяні. Почалася передислокація вірних Гоміньдану військових частин. До закінчення Великої Вітчизняної війни їх чисельність в Сіньцзяні склала 100 тисяч чоловік, в основному ханьців і дунган.
У 1943 році за сприяння радянської розвідки була створена організація свободи Східного Туркестану «Азат Ташкілати». 8 листопада 1944 року підпільний Військово-Революційний комітет, який засідав у місті Кульдже, оголосив про початок збройного повстання. Наказом Берії в грудні 1944 року був утворений Відділ спеціальних завдань НКВС СРСР. Головними завданнями перед ним ставилося керівництво і надання допомоги національно-визвольному руху мусульман Сіньцзяну. Тоді ж з числа місцевих жителів була сформована група людей яка пройшла спецпідготовку в районі Медеу. Потім вона була перекинута в Сіньцзян, де приступила до створення партизанських загонів. Командиром одного з них був уродженець Джаркента татарин Фатих Муслімов, пізніше він зайняв відповідальний пост у військовому відомстві Східно-Туркестанської республіки.
За кілька днів всі стратегічно важливі пункти Ілійського Краю були звільнені від гоміньданців. Китайські гарнізони були знищені. Прислані на допомогу з Урумчі китайські війська були розсіяні. У тісній співдружності діяли представники всіх некитайських національностей. 12 листопада 1944 року в місті Кульдже урочисто було проголошено Східно-Туркестанску Республіку (СТР). Територіально вона охоплювала три з десяти округів Уйгури - Ілійський, Тарбагатайський, Алтайський. Президентом республіки був проголошений маршал Аліхан туру (узбек за національністю). Його першим заступником став уйгурський князь Хакімбек Ходжа, заступником — представник знатного казахського роду — Абулхаїр Торе.
У квітні 1945 року була сформована Національна армія Східного Туркестану, її командувачем став радянський генерал-майор Іван Полінов. Його курирував «Іван Іванович» - генерал-майор НКВД Володимир Егнаров. Начальником штабу - генерал Варсонофій Можаров (раніше служив в армії Дутова), заступником командувача армією був призначений уйгур Зінун Таїпов. Командирами дивізій - казах Далелхан Сугурбаев (виходець з Монголії), російський Петро Александров і киргиз Ісхакбек Монуєв (в деяких документах він фігурує як Муніев). Оспан Іслам-Ули був призначений губернатором Алтайського округу, але між ним і урядом відразу ж почалися тертя, і він відмовився виконувати його накази.

## Входження Сіньцзяна до складу КНР
Хоча проголошена республіка здобула ряд серйозних військових перемог, і була готова звільнити решту округу Уйгури, її доля була вирішена. Справа в тому, що пункт 3 «Додатки до договору про дружбу і співробітництво», укладеного між Китаєм і Радянським Союзом в серпні 1945 року (підписаний В. М. Молотовим і міністром закордонних справ Китайської республіки Ван Шицзи) стосувався Уйгурії. У ньому говорилося, що «щодо розвитку Сіньцзяна Радянський уряд заявляє, що згідно зі статтею V договору про дружбу і співробітництво, воно не буде втручатися у внутрішні справи Китаю»
Зрозуміло про наявність цього секретного додатку уйгурські лідери нічого не знали. Внаслідок цього вони під натиском Москви змушені були сісти за стіл переговорів з представником Гоміньдану. Причому делегацію очолив один з відомих уйгурських діячів Ахметжан Касімі, так як президент республіки Аліхан Тура був вивезений на територію Радянського Союзу.
Одночасно з початком переговорів між Гоміньданом і КПК почалися переговори про припинення вогню в Сіньцзяні. Уряд Чан Кайши на них представляв генерал Чжан Чжичжун, СТР - міністр закордонних справ, віце-прем'єр Ахметжан Касімі. До речі, його «курирував» резидент НКВС у Кульдже. Йшли вони довго і важко. Улітку 1946 року набула чинності «Угода 11 пунктів». Було сформовано коаліційний уряд, на чолі якого став Чжан Чжичжун, а його першим заступником став Ахметжан Касімі. Не проіснувавши й року, він розпався.
Після остаточної перемоги КПК над Гоміньданом в середині серпня 1949 року у главі делегації СТР Касимі виїхав з Кульджи в Пекін через Алма-Ату і Іркутськ на засідання Народної політичної консультативної Ради Китаю. Швидше за все, такий маршрут був продиктований необхідністю зустрічі з представниками радянського керівництва, на якій він сподівався переконати Москву зберегти незалежність СТР. А через кілька днів було оголошено про катастрофу літака Іл-12 з урядом СТР на борту. До цих пір не можуть назвати точне місце падіння літака, в одних джерелах зазначено, що катастрофа сталася в околицях Іркутська, в інших - під Читою. Є версія про те, що делегація СТР була арештована радянськими органами держбезпеки і потім всіх було вбито, а авіакатастрофа була інсценована посмертно. Останки загиблих були видані представникам СТР, їх поховали в міському парку Кульджи. Через 12 років тіло одного з них - Далелхана Сугурбаева було перепоховано в Алма-Аті.
Мухаммад Імін Бугра і Айса Юсуф Алптекін емігрували до Туреччини, Масуд Сабрі Байкузі поїхав до Ірану. У 1949 році Уряд в Урумчі очолив татарський більшовик Бурхан Шахиді, який виявив лояльність новій владі - китайським комуністам. Політбюро ЦК КПК ухвалило рішення про дислокацію в Сіньцзяні (Уйгурії) частин НВАК чисельністю в 250 тисяч осіб і про початок масового переселення туди ханьского населення.
Наприкінці 1955 року було офіційно оголошено про створення Сіньцзян-Уйгурського автономного району. Більшість уйгурів не визнають легітимність цього акту і підтримують боротьбу за незалежність Східного Туркестану.
Навесні 1962 року в СРСР емігрувало 46 тис. Казахів і уйгурів (багато з них були військовослужбовцями 5 армійського корпусу НВАК).